# Knebworth Festival

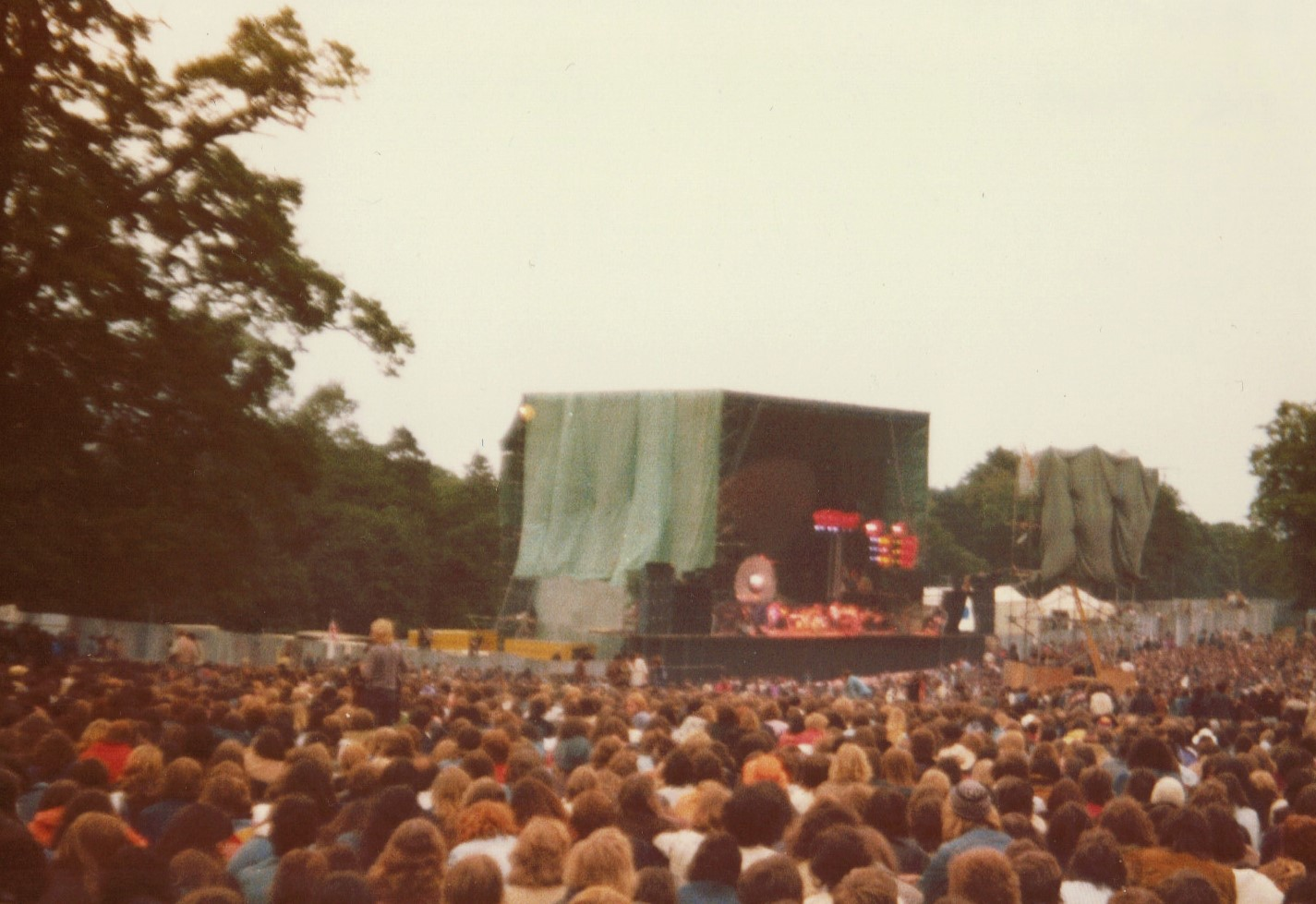
Pink Floyd v roce 1975

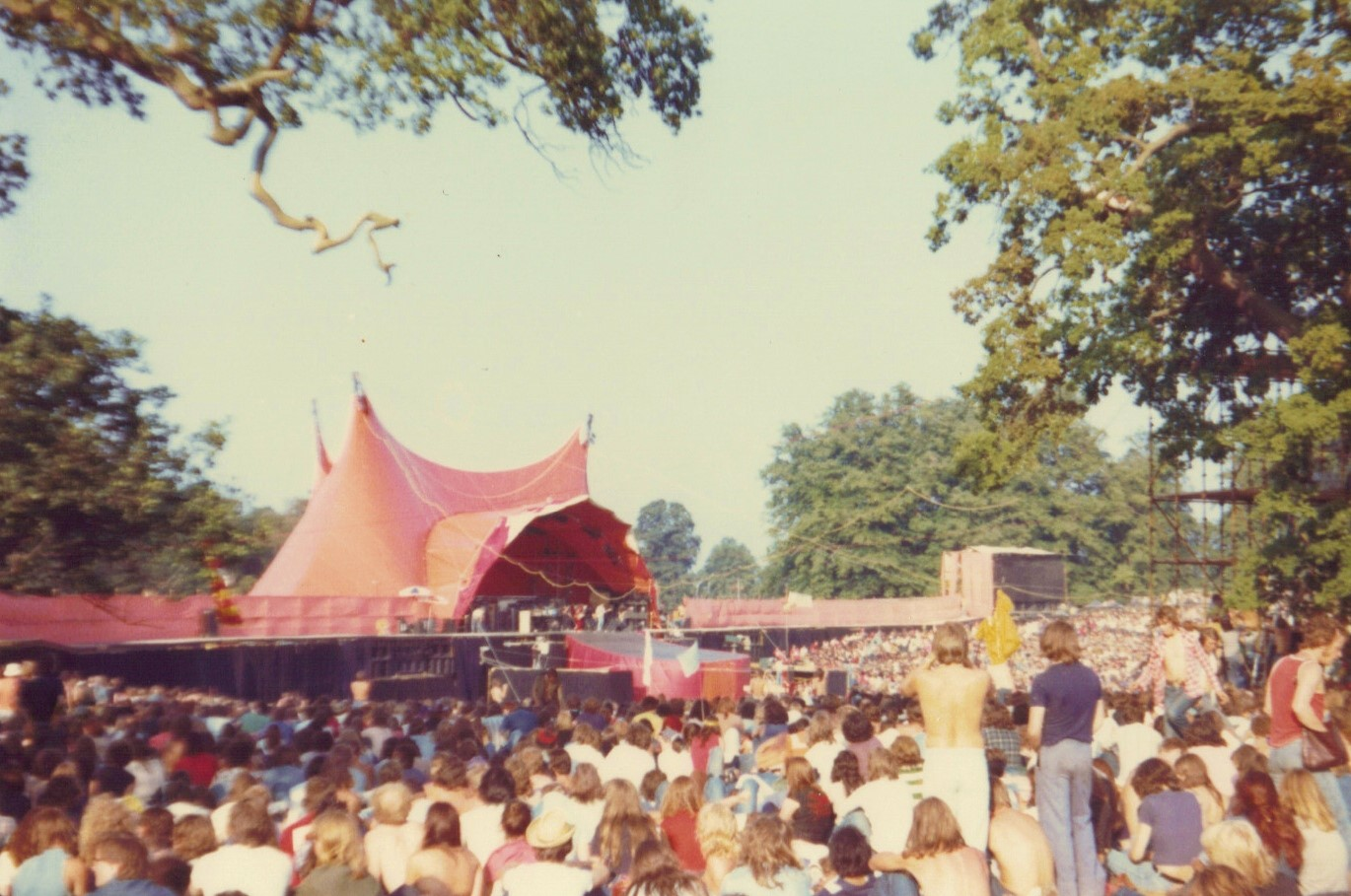
Rolling Stones v roce 1976

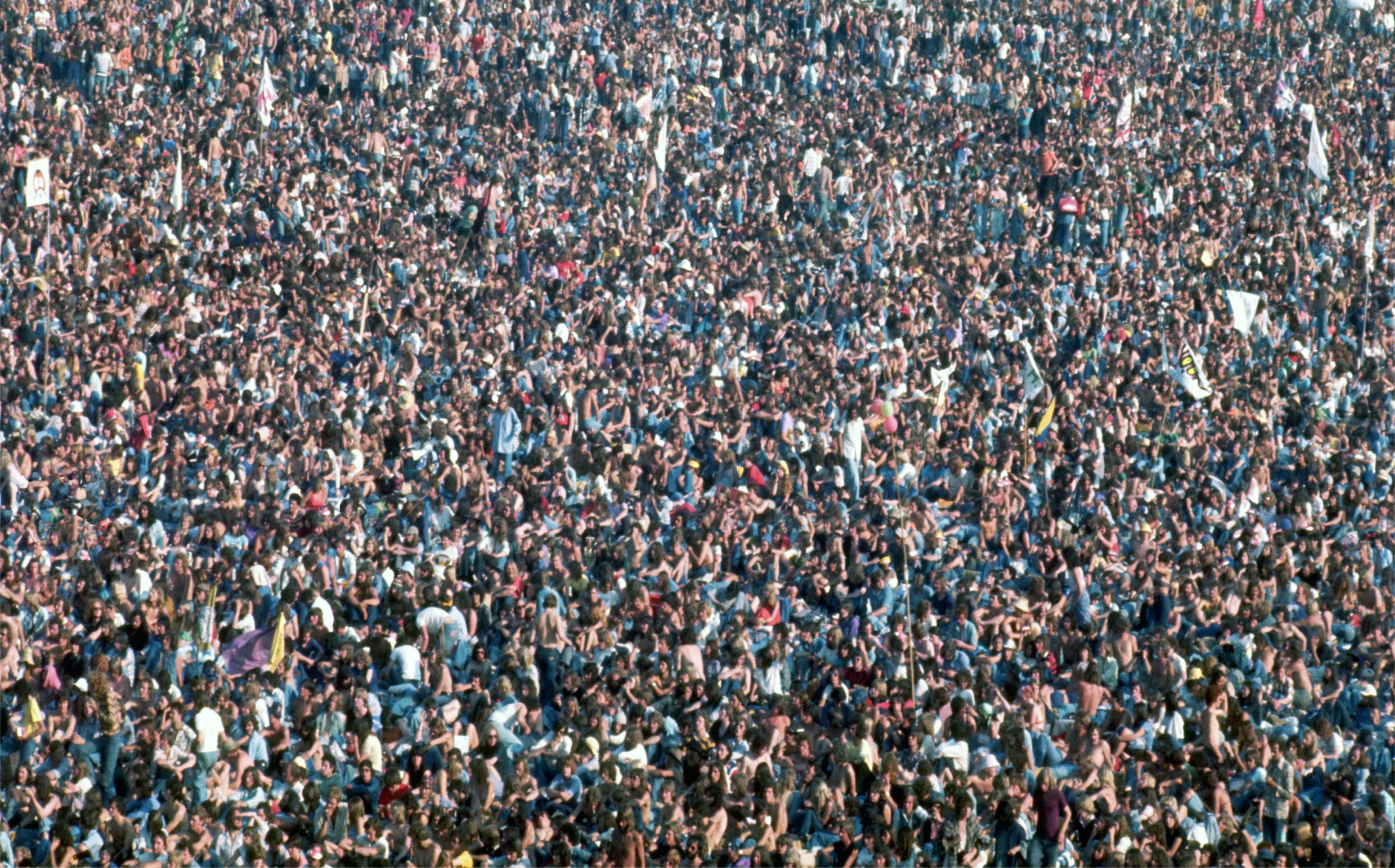
Crowd at Knebworth House - Rolling Stones v roce 1976

Knebworth Festival je rockový festival, který se pod různými názvy akcí koná v areálu Knebworth House v Knebworthu (Anglie). První koncert se uskutečnil v roce 1974. Tehdy The Allman Brothers Band, The Doobie Brothers a další populární umělci vystoupili před 60tisícovým publikem.
Od té doby se na této akci vystřídaly mnohé kapely a osobnosti, jako například: Pink Floyd, Lynyrd Skynyrd, The Rolling Stones, Genesis, Frank Zappa, Led Zeppelin, The Beach Boys, Elkie Brooks, Deep Purple, Queen, Status Quo, Paul McCartney, Eric Clapton, Elton John, Robert Plant, Dire Straits, Oasis, Robbie Williams, Europe nebo Red Hot Chili Peppers.

## Historie koncertů
| Datum             | Název koncertu                           | Umělci | Přibl. účast | Ref.        |
| ----------------- | ---------------------------------------- | --- | ------------ | ----------- |
| 20. července 1974 | The Bucolic Frolic                       | The Allman Brothers Band, The Doobie Brothers, Mahavishnu Orchestra, The Sensational Alex Harvey Band, Van Morrison, Tim Buckley | 60,000       | [ 1 ] [ 2 ] |
| 5. července 1975  | Knebworth Festival                       | Pink Floyd, Captain Beefheart, Linda Lewis, Graham Chapman, Steve Miller Band, Roy Harper | 100,000      | [ 1 ] [ 3 ] |
| 21. srpna 1976    | Knebworth Fair                           | 10cc, Hot Tuna, Lynyrd Skynyrd, Don Harrison Band, The Rolling Stones, Todd Rundgren | 120,000      | [ 1 ] [ 4 ] |
| 24. června 1978   | A Midsummer Night 's Dream               | Atlanta Rhythm Section, Brand X, Devo, Genesis, Jefferson Starship, Tom Petty and the Heartbreakers, Roy Harper | 60,000       | [ 1 ] [ 5 ] |
| 9. září 1978      | Oh God Not Another Boring Old Knebworth! | Dave Edmunds, Frank Zappa, Nick Lowe, Peter Gabriel, The Boomtown Rats, The Tubes, Wilko Johnson's Solid Senders | 45,000       | [ 1 ]       |
| 4. srpna 1979     | Knebworth Festival                       | Chas & Dave, Commander Cody, Fairport Convention, Led Zeppelin, The Marshall Tucker Band, Southside Johnny, Todd Rundgren | 109,000      | [ 1 ] [ 6 ] |
| 11. srpna 1979    | Knebworth Festival                       | Chas & Dave, Commander Cody, Led Zeppelin, The New Barbarians, The Marshall Tucker Band, Southside Johnny, Todd Rundgren | 60,000       | [ 1 ] [ 6 ] |
| 21. června 1980   | Knebworth Festival                       | Elkie Brooks, Lindisfarne, Mike Oldfield, The Beach Boys, The Blues Band, Santana | 45,000       | [ 1 ] [ 7 ] |
| 15. června 1981   | Capital Jazz Festival 1981               | Benny Goodman; Chuck Berry; Ella Fitzgerald; Lionel Hampton's Big Band (bez Hampton); Muddy Waters; Sarah Vaughan; Barbara Thompson's Paraphernalia; Arnett Cobb, Wallace Davenport and Ricky Ford; Illinois Jacquet; Art Pepper; Eddie Vinson; Buddy DeFranco a Terry Gibbs; Dexter Gordon | 50,000       |             |